# Paracanthonchus quinquepapillatus
Paracanthonchus quinquepapillatus is een rondwormensoort uit de familie van de Cyatholaimidae. De wetenschappelijke naam van de soort is voor het eerst geldig gepubliceerd in 1959 door Wieser.